# Urosporellopsis taiwanensis
Urosporellopsis taiwanensis är en svampart som beskrevs av W.H. Hsieh, Chi Y. Chen & Sivan. 1994. Urosporellopsis taiwanensis ingår i släktet Urosporellopsis, ordningen kolkärnsvampar, klassen Sordariomycetes, divisionen sporsäcksvampar och riket svampar.   Inga underarter finns listade i Catalogue of Life.